# 웨일북
웨일북은 네이버에서 개발한 웨일 OS가 탑재되어 있는 교육용 노트북이다.